# Дел-Норті (округ, Каліфорнія)
Шаблон:StateAbbr_ 41°44′ пн. ш. 123°58′ зх. д. / 41.74° пн. ш. 123.96° зх. д.
Округ Дел-Норті (англ. Del Norte County) — округ (графство) у штаті Каліфорнія, США. Ідентифікатор округу 06015.
Адміністративний центр каунті у місті Кресент-Сіті.

## Історія
Округ утворений 1857 року.

## Демографія
За даними перепису 
2000 року 
загальне населення округу становило 27507 осіб, зокрема міського населення було 18812, а сільського — 8695.
Серед мешканців округу чоловіків було 15186, а жінок — 12321. В окрузі було 9170 домогосподарств, 6293 родин, які мешкали в 10434 будинках.
Середній розмір родини становив 3,08.
Віковий розподіл населення поданий у таблиці:
| Стать    | До 15 років | 15-21 | 22-29 | 30-39 | 40-49 | 50-65 | 65-85 | Понад 85 |
| -------- | ----------- | ----- | ----- | ----- | ----- | ----- | ----- | -------- |
| Чоловіки | 2806        | 1448  | 1962  | 2898  | 2466  | 2044  | 1435  | 127      |
| Жінки    | 2699        | 1212  | 887   | 1651  | 1951  | 2035  | 1638  | 248      |

## Суміжні округи
- Джозефін, Орегон — північний схід
- Сискію — схід
- Гумбольдт — південь
- Каррі, Орегон — північний захід

## Виноски
1. ↑  U.S. Decennial Census. United States Census Bureau. Архів оригіналу за 26 квітня 2015. Процитовано 24 вересня 2015.
2. ↑  Historical Census Browser. University of Virginia Library. Архів оригіналу за 11 серпня 2012. Процитовано 24 вересня 2015.
3. ↑  Forstall, Richard L., ред. (27 березня 1995). Population of Counties by Decennial Census: 1900 to 1990. United States Census Bureau. Архів оригіналу за 24 вересня 2015. Процитовано 24 вересня 2015.
4. ↑  Census 2000 PHC-T-4. Ranking Tables for Counties: 1990 and 2000 (PDF). United States Census Bureau. 2 квітня 2001. Архів оригіналу (PDF) за 18 грудня 2014. Процитовано 24 вересня 2015.
5. ↑  State & County QuickFacts. United States Census Bureau. Архів оригіналу за 13 жовтня 2015. Процитовано 3 квітня 2016.(англ.) Наведено за англійською вікіпедією.
6. ↑  American FactFinder. Бюро перепису населення США. Архів оригіналу за 21 травня 2008. Процитовано 31 січня 2008.

| США | Це незавершена стаття з географії США. Ви можете допомогти проєкту, виправивши або дописавши її. |